# Université Charles-III de Madrid
L'université Charles-III de Madrid (en espagnol : Universidad Carlos III de Madrid ou UC3M) est une université publique espagnole située à Madrid. Elle est nommée en l'honneur du roi d'Espagne Charles III.

## Histoire
L'université Charles-III de Madrid est fondée en 1989, à l'époque où le Parti socialiste ouvrier espagnol (PSOE) dirige le gouvernement régional, par Gregorio Peces-Barba, « père de la Constitution ». Son objectif est de créer un établissement sous l'influence idéologique et académique du PSOE. Ce modèle sera imité, sept ans plus tard, par le Parti populaire (PP) d'Alberto Ruiz-Gallardón avec l'université Roi Juan Carlos.

## Présentation
C'est une université de rayonnement international avec près de 20 % d'étudiants étrangers et un large éventail d'études de master et de licence en anglais. Elle est notamment réputée pour ses départements d'économie, d'administration des entreprises ou encore de droit avec des taux d'admission faibles.
Sa devise est la phrase de Sénèque « Homo homini sacra res » (« L'homme est une chose sacrée pour l'homme »).

## Personnalités liées à l'université

### Étudiants
- Coral Herrera, féministe et autrice espagnole
- Diego Pary Rodríguez, homme politique bolivien
- Sara Socas, rappeuse espagnole
- Marlén Viñayo, documentariste
- Montserrat Boix Piqué, journaliste